# Club Universidad Nacional
Club Universidad Nacional, mer känt som Pumas de la UNAM, UNAM eller Pumas, är en fotbollsklubb från Mexico City i Mexiko och bildades den 28 augusti 1954. Pumas spelar på Estadio Olímpico Universitario som tar 62 700 vid fullsatt. Klubben har vunnit den högsta divisionen i Mexiko varav den första gången 1976/77 och den senaste under Torneo Clausura 2011, och per 2011 totalt sju titlar. Klubben kom två i Copa Sudamericana 2005 och har vunnit Concacaf Champions League vid tre tillfällen (1980, 1982, 1989).